# Giove pittore di farfalle, Mercurio e la Virtù
Giove pittore di farfalle, Mercurio e la Virtù è un dipinto a olio su tela (111,3x150 cm) di Dosso Dossi, databile al 1523-1524 circa e conservato nel Castello di Wawel a Cracovia.

## Descrizione e stile

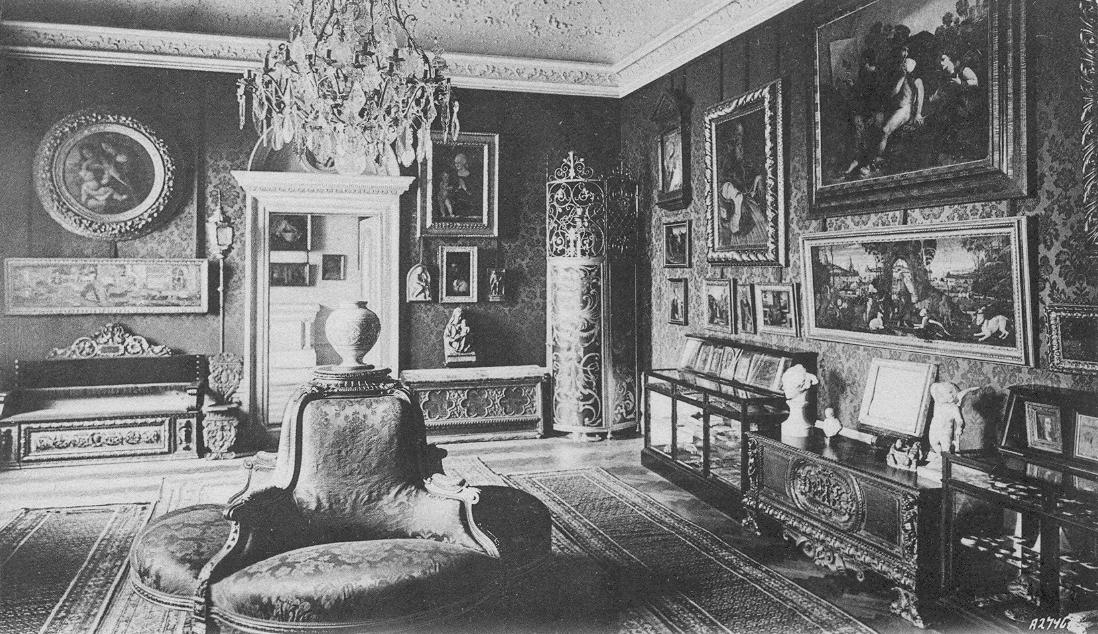
Sala italiana, Palais Lanckoroński, Vienna, 1895

L'opera è uno dei complessi dipinti allegorici ed esoterici che erano in voga alla corte di Ferrara nel primo Cinquecento, quando a corte erano ospitati letterati illustri tra i quali spiccava l'Ariosto. Lo spunto letterario è fornito dall'intercenale Virtus di Leon Battista Alberti, cui viene data dall'ideatore della raffigurazione una nuova interpretazione in chiave onirica.
Dossi costruì un dipinto con tre figure principali legate da continui rimandi, in una struttura che ricorda l'arte veneziana ma più densa di simboli e messaggi reconditi, che mettono in secondo piano anche la bellezza delle figure o del paesaggio, qui ridotto a un accenno sintetico sullo sfondo di un cielo carico di nubi.
A sinistra Giove, riconoscibile per la saetta appoggiata ai piedi, è ritratto nell'atto creativo, cioè mentre dipinge delle farfalle su una tela. L'animale è simbolo della volatilità del pensiero, così come anche l'arcobaleno che appare dietro il cavalletto è emblema dell'evanescenza delle idee. Col dipingere egli sottintende come al principio di ogni creazione sia necessario un'idea ispiratrice, legata a un concetto di ordine universale. La sua veste rossa, illuminata in maniera incidente, crea una forte macchia di colore, che si ricollega al drappo dello stesso colore su cui è seduto Mercurio, il secondo personaggio al centro. Anche i suoi attributi sono evidenti: il petaso e i calzari alati, nonché il caduceo dorato, che esprimeva il suo potere esoterico di addormentare e ridestare i viventi. Egli è il dio del Sonno e il conduttore dei sogni (dux somniorum), e il suo gesto di invocare il silenzio è rivolto a frenare l'irruenza del terzo personaggio, la donna che si presenta alle soglie dell'Olimpo. In passato è stata frequentemente identificata con la Virtù, ma essa non ne possiede le caratteristiche iconografiche. La sua immagine corrisponde piuttosto a quella dell'Aurora, come dimostrano i suoi attributi tipici: testa coronata di fiori, ghirlande di cui è agghindata, braccia nude, veste tripartita scossa dal vento. L’Aurora, secondo una tradizione che ricorre anche in Dante, è colei che, al suo apparire mattutino, disperde il sonno, e Mercurio le impedisce l'ingresso in Olimpo perché vuol proteggere il sonno di Giove. Questi dipinge ad occhi chiusi, e Dosso, seguendo l'analogia platonica tra sogno e pittura, allude al fatto che il signore degli dei sta sognando. Giove presenta la fisionomia del duca Alfonso I, e il dipinto, destinato alla camera da letto del duca nel Castello del Belvedere, è un’allegorica difesa del sonno e del sogno, nel luogo riservato al riposo e agli svaghi del signore estense.